# Пейтон Алекс Сміт
Пейтон Алекс Сміт (англ. Peyton Alex Smith, нар. 18 червня 1994, Даллас, Техас, США) — американський актор, найбільш відомий за ролями  Деймона Сімса в серіалі «Всеамериканський: Повернення додому», а також Рафаеля Вейта в серіалі «Спадок».
Сміт відвідував Флоридський університет A&M.

## Фільмографія
| Рік       |   | Українська назва                    | Оригінальна назва        | Роль          |
| --------- | - | ----------------------------------- | ------------------------ | ------------- |
| 2006      | с | Барні і його друзі                  | Barney & Friends         | Джамал        |
| 2016      | с | Люк Кейдж                           | Luke Cage                | Чонсі1 епізод |
| 2017      | ф | Детройт                             | Detroit                  | Лі Форсайт    |
| 2017—2018 | с | Кампус                              | The Quad                 | Седрік Гоббс  |
| 2017      | с | Казки                               | Tales                    | Майлз         |
| 2018—2021 | с | Спадок                              | Legacies                 | Рафаель Вейт  |
| 2021—2023 | с | Чорна мафія                         | BMF                      | Бум           |
| 2021      | с | Всеамериканський                    | All American             | Деймон Сімс   |
| 2022—2024 | с | Всеамериканський: Повернення додому | All American: Homecoming | Деймон Сімс   |